# Grafstat
Grafstat ist ein Programm zur Erstellung und Auswertung von Umfragen mittels eines Fragebogens. Die Entwicklung des Programms wird durch die Bundeszentrale für politische Bildung gefördert.

## Lizenz
Die Nutzung des Programms ist für den öffentlichen Bildungsbereich kostenlos, für alle anderen Formen der Nutzung muss eine kostenpflichtige Lizenz erworben werden.

## Funktionsumfang
Grafstat wurde vorrangig für die Verwendung im öffentlichen Bildungsbereich (für die Nutzung durch Schüler oder Studenten) entwickelt und besitzt daher eine simple und leicht zu erlernende Programmoberfläche. Sämtliche Arbeitsschritte können durch Assistenten abgearbeitet werden.
Nach der Erstellung eines (zu Beginn leeren) Fragebogens werden die einzelnen Fragen und Antwortmöglichkeiten mittels einer Eingabemaske angelegt. Grafstat ermöglicht neben Einfach-, Mehrfach- und Freitextantwortmöglichkeit auch Skalen oder Maßzahlen als Antwortmöglichkeiten.
Im Anschluss an die Erstellung des Fragebogens kann der Fragebogen durch einen Assistenten ausgedruckt werden. Alternativ ist es auch möglich, den Fragebogen im Internet zur Verfügung zu stellen und so online beantworten zu lassen. Die Erhebung der Daten erfolgt dann durch Datensammelpunkte, die unter anderem von der  Uni Münster bereitgestellt werden.
Eine manuelle Eingabe der erhobenen Daten (zum Beispiel beim Verschicken einer Printversion der Umfrage) erfolgt über eine weitere Eingabemaske.
Neben der einfachen Grundauswertung der erhobenen Daten, bei der alle Fragen ausgezählt werden und die absoluten und relativen Häufigkeiten angegeben werden und in einem Textdokument gespeichert werden, ermöglicht Grafstat auch eine detaillierte Auswertung (u. a. durch Kreuztabellen, Filter, grafische Auswertungen).

## Bundeszentrale für politische Bildung
Grafstat wird auf der Webseite der Bundeszentrale für politische Bildung als „Software für einfache sozialwissenschaftliche Umfragen“ bezeichnet. Die Bundeszentrale für politische Bildung stellt auf ihrer Webseite neben dem Programm auch einige Projekte vor, die mittels Grafstat von Schülern durchgeführt wurden.